# Mancomunidad de los Concejos de Cangas de Onís, Amieva, Onís y Ponga

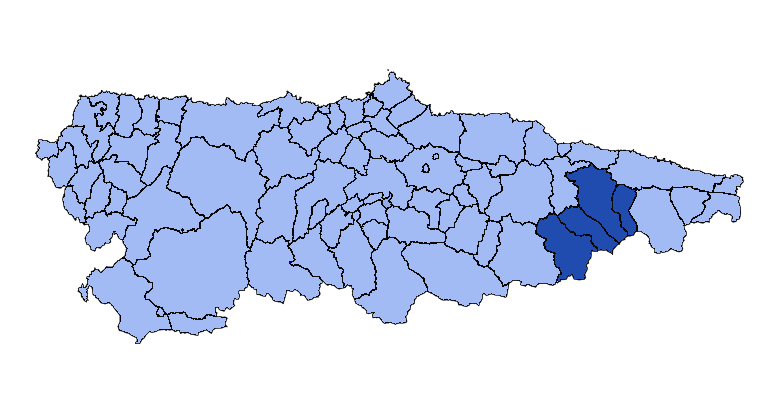
Vista de los concejos que forman la mancomunidad.

La Mancomunidad de los Concejos de Cangas de Onís, Amieva, Onís y Ponga es una mancomunidad de Asturias que cuenta con los siguientes servicios:
- Desarrollo de empleo local.
- Servicios sociales (incluyendo un servicio de comida a domicilio).
- Escuela taller.
- Parque de maquinaria.

También puede asumir competencias delegadas por el Estado o por el Principado.
Comprende los concejos de:
- Amieva
- Cangas de Onís
- Onís
- Ponga